# Willi Görß
Willi Görß (* 9. Februar 1920 in Bassow (Datzetal); † unbekannt) war ein deutscher Bauingenieur und Volkskammerabgeordneter für den Freien Deutschen Gewerkschaftsbund (FDGB).

## Leben
Görß stammte aus Mecklenburg-Strelitz und war der Sohn einer Arbeiterfamilie. Nach dem Besuch der Schule nahm er eine Lehre zum Maurer auf. Nach Kriegsausbruch wurde er zur Wehrmacht einberufen. Später nahm er eine Ausbildung zum Ingenieur mit dem Schwerpunkt Hochbau auf. Als Ingenieur für Hochbau wurde er zunächst Haupttechnologe im VEB (B) Landbaukombinat und später Direktor des Konstruktionsbüros im gleichen Landbaukombinat in Neubrandenburg.

## Politik
Görß wurde Mitglied des FDGB. Er war von 1963 bis 1976 Mitglied der FDGB-Fraktion in der Volkskammer der DDR. Dort war er seit 1967 Schriftführer des Ausschusses für Land-, Forst- und Nahrungsgüterwirtschaft.